# Stop Thief!
Stop Thief! je britský němý film z roku 1901. Režisérem je James Williamson (1855–1933). Film trvá zhruba dvě minuty.
Snímek je spolu s Červenou karkulkou považován za první film, ve kterém je vyobrazena honička.

## Děj
Film zachycuje zloděje, jak je po ukradení masa pronásledován řezníkem a pouličními psy. Zloděj se s úlovkem ukryje do sudu, kam za ním někteří z psů skočí. Řezník vytáhne ven psy a pak i samotného lupiče, se kterým se po zjištění, že po masu zbyla jen holá kost, porve na zemi.